# The Nihilist
The Nihilist je americký němý film z roku 1905. Režisérem je Wallace McCutcheon Sr. (1858/1862–1918). Film trvá zhruba 11 minut a premiéru měl 28. března 1905.

## Děj
Film zachycuje ženu, jak neúspěšně prosí guvernéra o milost pro jejího manžela, kterého zatkla carská policie. Její muž je odsouzen k deportaci na Sibiř, během které umírá. Žena se kvůli tomu rozhodne připojit k nihilistické skupině, od které dostane rozkaz odpálit bombu na guvernérův palác. Žena při plnění své mise zemře.